# Osborne (Kansas)
Osborne es una ciudad ubicada en el condado de Osborne en el estado estadounidense de Kansas. En el año 2010 tenía una población de 1431 habitantes y una densidad poblacional de 366,92 personas por km².

## Geografía
Osborne se encuentra ubicada en las coordenadas 39°26′26″N 98°41′50″O / 39.44056, -98.69722 (39.440651, -98.697118).

## Demografía
Según la Oficina del Censo en 2000 los ingresos medios por hogar en la localidad eran de $29,775 y los ingresos medios por familia eran $36,544. Los hombres tenían unos ingresos medios de $25,128 frente a los $14,591 para las mujeres. La renta per cápita para la localidad era de $17,092. Alrededor del 8.3% de la población estaban por debajo del umbral de pobreza.